# قطعه منطقی قابل‌برنامه‌ریزی

یک قطعه PAL ساده. عناصر قابل برنامه‌ریزی (به عنوان فیوز نشان داده شده) هر دو ورودی درست و مکمل را به دروازه AND متصل می‌کنند. این دروازه AND، که به عنوان ضرب‌کننده عبارت‌ها نیز شناخته می‌شود، برای تشکیل آرایه منطقی جمع از OR با یکدیگر ساخته می‌شوند.

یک قطعه منطقی قابل برنامه‌ریزی (PLD) یکی از اجزای الکترونیکی است که برای ساخت مدارهای دیجیتالی قابل پیکربندی مجدد مورد استفاده قرار می‌گیرد. بر خلاف مدارهای یکپارچه (IC) که از دروازه‌های منطقی تشکیل شده و عملکردی ثابت دارند، PLD در زمان ساخت یک عملکرد تعریف نشده دارد.
قبل از استفاده از PLD در یک مدار، باید با استفاده از یک پروگرمر، برنامه‌ریزی (پیکربندی مجدد) شود.

## منطق قابل‌برنامه‌ریزی اولیه
در سال ۱۹۶۹، موتورولا ایکس‌سی۱۵۷، یک آرایه دروازه ماسک قابل‌برنامه‌ریزی با ۱۲ دروازه و ۳۰ پین ورودی / خروجی مستقل را ارائه داد.
در سال ۱۹۷۰، تگزاس اینسترومنتس مبتنی بر حافظه انجمنی فقط خواندنی آی‌بی‌ام یا ROAM، آی‌سی ماسک قابل‌برنامه‌ریزی را ایجاد کرد. این قطعه TMS2000، با تغییر لایه فلزی در حین تولید IC، برنامه‌ریزی شده‌است. TMS2000 تا ۱۷ ورودی و ۱۸ خروجی با ۸ فلیپ‌فلاپ جی‌کا برای حافظه داشت. TI اصطلاح  آرایه منطقی قابل‌برنامه‌ریزی (PLA) را برای این قطعه ابداع کرد.
در سال ۱۹۷۱، جنرال الکتریک شرکت (GE) در حال توسعه یک قطعه قابل برنامه‌ریزی منطقی بر اساس تکنولوژی جدید (PROM)  حافظه فقط خواندنی قابل‌برنامه‌ریزی. این قطعه آزمایشگاهی با اجازه دادن به منطق چند سطحی در ROAM آی‌بی‌ام بهبود یافت. اینتل به تازگی PROM قابل پاک کردن UV با گیت شناور را معرفی کرده‌است، بنابر بازتحقق در GE آن فناوری رسماً به ثبت رسیده. قطعه GE اولین PLD قابل پاک سازی بود که تاکنون توسعه یافته‌است و در گذشته بیش از یک دهه آلترا EPLD وجود داشت. GE چندین اختراع ثبت شده اولیه را در قطعه‌های منطقی قابل‌برنامه‌ریزی به دست آورد.
در سال ۱۹۷۳ نشنال سمی‌کنداکتر یک قطعه PLA ماسک قابل‌برنامه‌ریزی (DM7575) با ۱۴ ورودی و ۸ خروجی بدون رجیسترهای حافظه معرفی کرد. این متداول‌تر از قسمت TI بود اما هزینه ساخت ماسک فلزی استفاده از آن را محدود کرد. این قطعه قابل برنامه‌ریزی مورد توجه است زیرا مبنای آن برای آرایه منطقی قابل برنامه‌ریزی تولید شده توسط سیگنتیکس در سال ۱۹۷۵، 82S100 بود. (اینتیسل در حقیقت بتا سیکنتیکس را به بازار عرضه کرد اما سود ضعیف قطعه‌شان را محکوم کرد)